# Chris Montez
Chris Montez (geboren als Ezekiel Christopher Montanez; Los Angeles, 17 januari 1943) is een Mexicaans-Amerikaanse zanger. Hij is vooral bekend van zijn hit Let's dance.

## Biografie
Christopher Montanez werd geboren in Los Angeles als jongste zoon in een gezin van twintig kinderen en groeide op in Hawthorne, Californië. Van zijn broers leerde hij gitaarspelen. In zijn tienerjaren zat hij op dezelfde middelbare school als The Beach Boys. In die tijd werd hij een fan van Ritchie Valens. Die inspireerde hem om zelf ook platen op te nemen. Zo verscheen in 1960 Montez' eerste single She's my rockin' baby. Door het in 1962 verschenen All you had to do was tell me wordt Montez langzamerhand bekend in Los Angeles, maar later dat jaar volgt zijn grote doorbraak met Let's dance. Op 19-jarige leeftijd scoorde hij hiermee zijn eerste en grootste hit in de Verenigde Staten (#4) en het groeit uit tot een rock-'n-rollklassieker. Hetzelfde jaar volgt nog Some kinda fun, maar hij weet met deze single bij lange na niet zijn eerdere succes te evenaren. Wanneer beide nummers top 10-hits in Engeland worden, besluit Montez daar op tournee te gaan. The Beatles (destijds enkel nog bekend van hun eerste hit Love me do) stonden in zijn voorprogramma. Hoewel het contact met The Beatles goed verliep, liep het één keer uit de hand tussen John Lennon en Chris Montez. Lennon had een glas bier leeggegooid over het hoofd van Montez, waarna Montez met Lennon begon te vechten. Tommy Roe, die toen eveneens op tournee was, haalde ze uit elkaar.
Toen Chris Montez terugkwam in Amerika, was zijn populariteit flink gedaald. Dat deed hem besluiten terug naar school te gaan. Hij studeerde muziek, maar hem werd afgeraden verder te gaan in de muziek. Montez kreeg echter een contract aangeboden van producer Herb Alpert. In eerste instantie weigerde hij, maar later tekende hij toch het contract. Herb Alpert wilde dat hij van rock-'n-roll overschakelde op een rustiger repertoire. Hoewel Montez niet enthousiast over het idee was, stemde hij toch in. Het leverde hem in 1966 en 1967 vijf Amerikaanse hits op, waarvan Call me en The more I see you de grootste waren. The more I see you werd eveneens een bescheiden hitje in Nederland. In Amerika zijn het zijn laatste hits. The more I see you werd ooit gebruikt in een reclamespot van DubbelDrank.
In 1972 maakte Chris Montez een comeback in Europa met enkele Spaans- en Engelstalige liedjes. Deze leverden hem enkele hits op in Duitsland, Oostenrijk, Nederland en Vlaanderen. Zijn grootste hit hiervan was Ay no digas uit 1973, dat in Nederland tot #3 kwam in de top 40 en in Vlaanderen tot #7 in de top 30. In Oostenrijk werd het zelfs een nummer 1-hit. Hoewel deze single in Engeland geen hit werd, werd daar zijn debuuthit Let's dance opnieuw uitgebracht, wat hem in dat land een tiende plaats opleverde. Ook toen het daar in 1979 voor de derde maal werd uitgebracht, werd het weer een bescheiden hit. Daarna is Chris Montez niet meer in de hitparade teruggekeerd. In 1983 bracht hij nog een album uit met Spaanse nummers, maar dat wist geen potten te breken. Momenteel treedt Montez nog steeds op in het golden oldiescircuit.

## Discografie

### Singles
| Single met hitnotering(en) in oude hitlijsten | Datum van verschijnen | Datum van binnenkomst | Hoogste positie | Aantal maanden | Opmerkingen | Bron         |
| --------------------------------------------- | --------------------- | --------------------- | --------------- | -------------- | ----------- | ------------ |
| Let's dance                                   |                       | 18-1-1963             | 3               | 12             |             | Hitdossier 8 |

| Single met eventuele hitnotering(en) in de Nederlandse Top 40 | Datum van verschijnen | Datum van binnenkomst | Hoogste positie | Aantal weken | Opmerkingen |
| ------------------------------------------------------------- | --------------------- | --------------------- | --------------- | ------------ | ----------- |
| The more I see you                                            |                       | 3-9-1966              | 25              | 5            |             |
| Loco por ti                                                   |                       | 3-6-1972              | 7               | 9            |             |
| Ay no digas                                                   |                       | 1-9-1973              | 3               | 13           | met La Raza |
| No one knew                                                   |                       | 2-2-1974              | tip             |              | met La Raza |

| Single met hitnotering(en) in de Vlaamse Ultratop 50 | Datum van verschijnen | Datum van binnenkomst | Hoogste positie | Aantal weken | Opmerkingen                  |
| ---------------------------------------------------- | --------------------- | --------------------- | --------------- | ------------ | ---------------------------- |
| Let's dance                                          |                       | nov 1962              | 1               | 4M           | in de Juke Box Top 20        |
| Some kinda fun                                       |                       | feb 1963              | 15              | 1M           | in de Juke Box Top 20        |
| The more I see                                       |                       | 1-10-1966             | 20              | 1            | in de Humo Top 20            |
| Loco por ti                                          |                       | 1972                  | 15              |              | in de BRT Top 30             |
| Ay no digas                                          |                       | 1973                  | 7               |              | met La Raza in de BRT Top 30 |

### NPO Radio 2 Top 2000
| Nummer met noteringen in de NPO Radio 2 Top 2000 | '99  | '00-'02 | '03  |
| ------------------------------------------------ | ---- | ------- | ---- |
| Let's dance                                      | 1884 | -       | 1941 |

1. ↑  Een '-' betekent dat het nummer niet was genoteerd en een vetgedrukt getal geeft de hoogste notering aan.
2. ↑  Deze tabel is bijgewerkt tot en met de laatste editie (2024).

- Bibliothèque nationale de France: cb139762833 (data)
- Gemeinsame Normdatei: 134465628
- International Standard Name Identifier: 0000 0000 5517 6223
- Library of Congress Control Number: n91080102
- MusicBrainz: e161330c-8c2a-4ccc-80c6-88d48f9d4095
- Nationale Bibliotheek van Tsjechië: xx0215807
- Virtual International Authority File: 42033799
- WorldCat: E39PBJqKcDFBywyTxPRPwhhj4q